# Osečev sjaj
Osečev sjaj je prvi album beogradske grupe Činč. Album je sniman 2001. u studiju Fabrika. Prvo izdanje objavljeno je 2001. u izdanju multimedijalne umetničke grupe Škart iz Beograda. Drugo izdanje objavljeno je 2004. godine za izdavačku kuću Amorfon iz Tokija pod nazivom Shine of Wot?.

## Izvođači na albumu
- Đorđe Ilić — gitara, glas
- Luka Stanisavljević — bas, glas, klavijature
- Aleksandra Vilotić — violina, glas
- Danka Nikolić — viola, glas; Lidija Radmilac - viola
- Marija Balubdžić — klavir; Željko Makivić - klavijature, glas
- Zoran Petrović — harmonika.

## Spisak pesama
| 01. | Klot             |  | 編み物？           |  |
| 02. | Na severu Kanade |  | カナダの北で       |  |
| 03. | Tvid             |  | ツイード           |  |
| 04. | Čokanjče         |  | フラスコ           |  |
| 05. | Ovas             |  | 麦                 |  |
| 06. | Biologist        |  | 生物学者           |  |
| 07. | Bomboce          |  |                    |  |
| 08. | Šumska majka     |  | フォレスト・マザー |  |
| 09. | Seventeen        |  | セブンティーン     |  |
| 10. | Bela lala        |  | 白いチューリップ   |  |
| 11. | Drveta           |  | 森                 |  |
| 12. | Izađeš lud       |  | マッドになって     |  |

Reference:
- Srpski nazivi — Podaci sa zvaničnog sajta grupe
- Japanski nazivi (1) — Sajt diskografske kuće
- Japanski nazivi (2) — Japanski nazivi pesama na sajtu

## Naziv albuma
Po rečima Luke Stanisavljevića iz Intervjua za YellowCab u jedoj pesmi se nalazi sintagma mesečev sjaj. Njihov tadašnji doajen Željko je pevao osečev umesto mesečev. Bendu se to veoma dopalo, tako da su CD nazvali Osečev sjaj. Kada je kasnije Jošio Mačida (町田 良夫 Yoshio Machida) odlučio da reizda CD u Japanu zatražio je prevod na engleski. Prevod je bio Shine of what?, pa su what prebacili u wot.

## Rekli su o albumu
Zamislite Majkla Najmana (Michael Nyman) i njegove prijatelje kako prolaze pored beogradskog kafića iz koga dopire čudna nova folk muzika— 20px, in Sajmon Rejmond (Simon Raymonde), , 20п
 Neprevodivi humor buržoaske omladine sa greškom u njihovim glavama, LSD estetikom bez LSD-a...— 20px, in Saša Marković Mikrob, Producent na radiju B92, 20п